# Xtorrent
Xtorrent est un client BitTorrent commercial, qui s'exécute sur les systèmes Mac OS X.
Développé par David Watanabe, simple d'emploi il intègre également un navigateur web et un lecteur rss grâce à WebKit.